# Мокиевская-Зубок, Людмила Наумовна
Людми́ла Нау́мовна (Гео́ргиевна) Мокие́вская-Зубо́к (декабрь 1895 — 9 марта 1919) — российская революционерка, активная участница Гражданской войны в 1918—1919 годах, единственная известная женщина-командир бронепоезда.

## Биография
Родилась в декабре 1895 году в Чернигове в дворянской семье. Была незаконнорождённой дочерью дворянки Глафиры Тимофеевны Мокиевской-Зубок, проживавшей в Чернигове, и Наума Яковлевича Быховского, известного публициста-народника, некоторое время — члена ЦК Партии социалистов-революционеров.
В Чернигове же прошли её детство и юность. В 1905—1913 годах училась в частной гимназии Кузнецовой (в казённую гимназию её отказались принять как «незаконнорождённую»), окончила с золотой медалью. В 1911 исключалась «за хулиганскую выходку во время присутствия учащихся гимназии на Соборной площади при встрече Николая II». Была восстановлена просьбами матери как одна из лучших учениц гимназии. В 1913 году уехала в Санкт-Петербург и поступила на естественно-историческое отделение педагогического факультета Психоневрологического института. Здесь она попала под влияние революционных идей и вступила в студенческий кружок партии эсеров.
В 1916 году уехала в Чернигов в связи с болезнью матери. После её смерти вернулась в Петроград и продолжила учёбу.
Согласно некоторым советским источникам, Мокиевская вступила в РСДРП(б) в 1917 году. Данная информация ошибочна: в действительности Людмила Мокиевская, несмотря на явную поддержку большевиков с её стороны, состояла в партии эсеров-максималистов по крайней мере до конца 1918 года.
В 1917 году бросила 4 курс института и активно включилась в революционное движение в Гельсингфорсе. С началом Октябрьской революции Мокиевская вступила в отряд Красной гвардии под именем Леонида Мокиевского, была в охране Смольного. 4 ноября Н. И. Подвойский назначил Мокиевскую комиссаром по продовольствию и направил в Екатеринослав.
В январе 1918 года Чрезвычайный комиссар Украины Г. К. Орджоникидзе назначил её комиссаром организованного на Брянском заводе Екатеринослава боевого отряда построенного здесь же бронепоезда (командир отряда Н. Гессе, командир поезда — Осовец). Бронепоезд двинулся на Донбасс для боев с белоказаками Каледина, участвовал в боях у Матвеева Кургана и др. В первых боях Мокиевская показала себя инициативным и достаточно хладнокровным организатором. В конце января бронепоезд вернулся в Екатеринослав.
25 февраля 1918 года Людмила была назначена командиром бронепоезда «3-й Брянский». В течение всего лета бронепоезд под командованием Мокиевской вёл тяжёлые бои. В середине марта на линии Киев—Полтава прикрывал эвакуацию станции Гребёнка. Затем в районе Гадяч—Ромны—Ромодан—Миргород бронепоезд Мокиевской прикрывал отход красных частей на Полтаву. В начале апреля оборонял Люботин, была окружён, но прорвался со штабом 4-й Красной армии на восток. Когда войска Красной армии были окружены в районе Харькова, бронепоезд Мокиевской пришёл им на помощь и способствовал прорыву кольца окружения. Благодаря этому невероятному прорыву немецкой линии наступления окружённый Совнарком Донецко-Криворожской республики во главе с Артёмом смог пробиться в Донбасс.
В июле в связи с мятежом левых эсеров Мокиевскую как эсерку-максималистку отстранили от командования, а бронепоезд был под руководством другого человека отправлен на подавление Ярославского восстания. Однако В. А. Антонов-Овсеенко дал ей весьма положительную характеристику, и в августе Мокиевской дали под командование новый бронепоезд №  3, который назывался «Власть Советам». В удостоверении Исполкома Центроброни от 10.08.1918 она была записана как «Леонид Георгиевич Мокиевский». Бронепоезд был направлен на оборону Царицына.
После переформирования в ноябре 1918 года Мокиевская стала одновременно и комиссаром поезда. Бронепоезд 1 января 1919 года был направлен из Сормово в Купянск в распоряжение командира 13-й армии И.Кожевникова. Здесь разгорелись ожесточённые бои с белогвардейцами Деникина, которые вели наступление на Луганск. 9 марта во время ожесточённых боев за станцию Дебальцево Людмила Мокиевская была убита снарядом «белого» бронепоезда «Офицер», (по другим данным — из стационарной батареи «белых»), попавшим в будку машиниста, где она в тот момент находилась. 14 марта была похоронена с воинскими почестями в Купянске. После захвата Купянска «белые» осквернили захоронение, вырыли гроб и труп выбросили в овраг на окраине. После освобождения Купянска «красными» останки Мокиевской нашли и перезахоронили с воинскими почестями.

## Память
- В 1950-60-е годы стараниями краеведа А. И. Дикого память о Мокиевской стала возрождаться.
- В 1963 году в Купянске имя Людмилы Мокиевской было присвоено парку культуры и отдыха в центре города (ранее «Пионерский»), где в июне 1964 установлен памятный обелиск с её барельефом[6]. Также её имя присвоено городской школе № 1. 16.11.1970 открыт Купянский городской музей с экспозицией в честь Мокиевской.[1]
- В 1968 году в Дебальцево был открыт памятный обелиск с портретным барельефом на улице Советской [1] и названа улица в её честь.
- В Днепропетровске в честь Людмилы Мокиевской назван переулок.
- В 1964 году в честь Мокиевской была названа улица в Чернигове[7].
- В 1982 году на Ленфильме был выпущен художественный биографический фильм «Людмила» по сценарию О. Коппэ. Главную роль сыграла Надежда Шумилова.